# 伊万·米哈伊洛夫

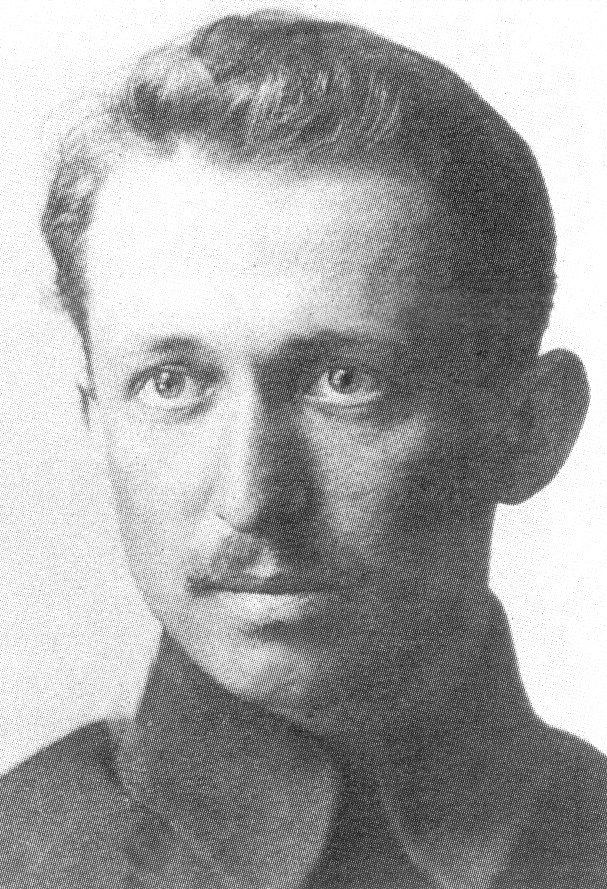
伊万·米哈伊洛夫

伊万·阿德里亚诺维奇·米哈伊洛夫（俄語：Ива́н Адриа́нович Миха́йлов，1891年11月29日—1946年8月30日）是俄罗斯政治人物、经济学家、白俄移民，曾在俄国内战期间于1918年1月至1919年8月16日担任亞歷山大·高爾察克领导的臨時全俄羅斯政府的财政部长。白军于内战中战败，苏联成立后，米哈伊洛夫逃到哈尔滨，在满洲国与日军合作，任职于中国东省铁路理事会。苏军于1945年發動八月風暴行動后，米哈伊洛夫被施密尔舒逮捕，最终于1946年被处决。